# 음력 12월 8일
음력 12월 8일은 음력 12월의 8번째 날이다.

## 문화
- 2003년 - 대구광역시의 지하철 참사로 인한 화재로 불타버린 중앙로역을 재건하다.
- 2011년 -
  - 대한민국 충청남도 당진군이 당진시로 승격되다.
  - 충청북도 청원군 강외면이 오송읍으로 승격되다.
  - 전라남도 신안군 압해면이 압해읍으로 승격되다.
  - 대한민국에서 네이버, 다음, 네이트, 엔씨소프트, 한게임이 마이크로소프트의 웹브라우저인 인터넷 익스플로러 6에 대한 지원을 중단했다.

## 탄생
- 1957년 - 대한민국의 배우 장미희.
- 1963년 - 대한민국의 가수 김광석.

## 사망
- 1570년 - 조선의 대성리학자 퇴계 이황.
- 1863년 - 조선 제 25대 임금 철종.
- 1980년 - 대한민국의 소설가 박종화.

## 기념일, 연중행사
- 부처님 성도재일

## 같이 보기
- 음력 360일: 1월 2월 3월 4월 5월 6월 7월 8월 9월 10월 11월 12월
- 전날:12월 7일 다음날:12월 9일 - 전달:11월 8일 다음달:1월 8일
- 양력:12월 8일
- 음력, 윤달